# Channel NewsAsia
«Channel NewsAsia»  (англ.) — сингапурский англоязычный новостной канал, вещающий на страны Азии.

## Создание
Телевизионный канал «Channel NewsAsia» был создан 1 марта 1999 года в качестве регионального отдела Телевизионной корпорации Сингапура. 12 февраля 2001 года канал вышел на международное вещание и перешёл под управление корпорации «MediaCorp».

## Организационная политика
«Channel NewsAsia» входит в число трех самых предпочтительных англоязычных новостных каналов в Азии, вещая на 26 стран, включая Сингапур. Располагает 13 информационными бюро в 24 странах Азии, а также штатом корреспондентов в крупнейших городах мира, в том числе Нью-Йорке, Вашингтоне, Лондоне и Брюсселе. По оценке журналиста Налаки Гунавардене, «Channel NewsAsia» не придерживается политики цензурирования новостей, несмотря на наличие государственного влияния в свете того, что Сингапур занимает 144 место среди 173 стран в индексе свободы прессы.
«Channel NewsAsia» имеет договора о партнёрстве с отелями Брунея, Камбоджи, Китая, Гонконга, Индии, Индонезии, Кореи, Лаоса, Макао, Малайзии, Непала, Филиппин, Тайваня, Таиланда и Вьетнама, а также с национальной авиакомпанией Сингапура «Singapore Airlines», заключающиеся в трансляции новостей канала в гостиничных номерах и на бортах самолётов.

## Вещание и программы
Телеканал «Channel NewsAsia» осуществляет вещание на четырёх языках — английском, малайском, севернокитайском, тамильском. Позиционирует себя как новостной канал, извещающий аудиторию о мировых событиях с акцентом на азиатские перспективы. Производит множество программ, в том числе для других каналов корпорации «MediaCorp», являющейся ведущей информационной компанией Сингапура с охватом таких сфер, как телевидение, радио, газеты, журналы, фильмы, цифровые СМИ. Располагает онлайн-присутствием в социальных сетях, таких как Facebook, YouTube и Twitter.

## Символы
Логотип — стилизованная в виде дельты буква «A» красного цвета из слова «Asia» (рус. Азия). Слоган — «Understand Asia» (рус. Понять Азию).